# Penelope Milford
Pour les articles homonymes, voir Milford.
Penelope Milford, née le 23 mars 1948 à Saint-Louis (Missouri), est une actrice américaine.

## Filmographie
- 1970 : Maidstone
- 1974 : Man on a Swing : Evelyn Moore
- 1977 : Valentino : Lorna Sinclair
- 1978 : Retour (Coming Home) : Vi Munson
- 1979 : The Last Word de Roy Boulting : Denise Travis
- 1981 : Take This Job and Shove It : Lenore Meade
- 1981 : Un amour infini (Endless Love) : Ingrid Orchester
- 1982 : Liens de sang (Extrasensorial) : Julie Warren
- 1983 : The Golden Seal : Tania Lee
- 1988 : Fatal Games : Pauline Fleming
- 1989 : Cold Justice : Eileen
- 1990 : Miss Missouri : Ann
- 1996 : Normal Life : Adele Anderson
- 1996 : Henry: Portrait of a Serial Killer, Part 2 : Woman in Woods
- 1997 : Night of the Lawyers : Anna Carroll